# Коннолли, Кевин
Кевин Коннолли (англ. Kevin Connolly, 5 марта 1974 года, Нью-Йорк, США) — американский киноактёр, режиссёр.

## Биография
Коннолли родился в Патчоге, штат Нью-Йорк и вырос в Медфорде, штат Нью-Йорк, на Лонг-Айленде. Его мать, Эйлин, ирландского происхождения. У него есть старший брат Тим, который работал полицейским детективом округа Саффолк, штат Нью-Йорк. Коннолли окончил среднюю школу Патчог-Медфорд в 1992 году.
Кевин начал карьеру в 6 лет, появившись в телевизионных рекламных роликах. В кино дебютировал в 1990 году в фильме «Рокки 5», где сыграл роль Чики. В 1995—1996 годах вместе с Леонардо Ди Каприо и Тоби Магуайром Конноли снялся в малобюджетном чёрно-белом фильме «Кафе „Донс Плам“». Фильм был запрещён к показу в США и Канаде, и вышел на экраны только в 2001 году в Берлине. Также он снялся в фильмах Ника Кассаветиса «Дневник памяти» и «Джон Кью». Дензел Вашингтон, игравший в фильме «Джон Кью» главную роль, пригласил Конноли в свой фильм «История Антуана Фишера». В 2004—2011 годах актёр играл одну из главных ролей в телесериале «Красавцы». В 2007 году вышел на экраны режиссёрский дебют Конноли «Садовник Эдема».
В 2008 году Коннолли снял свое первое музыкальное видео на песню «Camera Phone» рэпера The Game с участием Ne-Yo.
В 2018 году он снял фильм «Кодекс Готти». Коннолли был нанят после того, как ряд других режиссеров, включая Барри Левинсона, были прикреплены к проекту во время его длительного процесса разработки. Фильм провалился и является одним из немногих, получивших рейтинг одобрения 0% на сайте Rotten Tomatoes.

## Личная жизнь
В 2020 году некая костюмерша обвинила Коннолли в сексуальном насилии на вечеринке в 2005 году. Через своего адвоката он опроверг эти утверждения и сказал, что встреча была по обоюдному согласию.
11 января 2021 года было объявлено, что Коннолли ждет первенца от актрисы Сулай Энао. В июне 2021 года у пары родилась дочь Кеннеди Крус Коннолли.

## Фильмография
| Год       |     | Русское название                | Оригинальное название       | Роль                                     |
| --------- | --- | ------------------------------- | --------------------------- | ---------------------------------------- |
| 1990      | ф   | Рокки 5                         | Rocky V                     | Чики                                     |
| 1992      | ф   | Алан и Наоми                    | Alan & Naomi                | Шон Келли                                |
| 1993      | с   | Великий Скотт!                  | Great Scott!                | Ларри О'Доннелл                          |
| 1993      | ф   | Деревенщина в Беверли-Хиллз     | The Beverly Hillbillies     | Морган Дрисдейл                          |
| 1993      | с   | Крылья                          | Wings                       | Скотти Нельсон                           |
| 1994      | с   | —                               | Getting By                  | Спайдер                                  |
| 1994      | с   | CBS Особенные школьные каникулы | CBS Schoolbreak Special     | Роберт Сандерсон                         |
| 1994      | с   | Скорая помощь                   | ER                          | н/д                                      |
| 1994      | тф  | —                               | Locals                      | н/д                                      |
| 1995      | ф   | Ангус                           | Angus                       | Энди                                     |
| 1995—1999 | с   | Несчастливы вместе              | Unhappily Ever After        | Райан Мэллой                             |
| 1996      | с   | ABC Специально после школы      | ABC Afterschool Specials    | Кевин                                    |
| 1997      | в   | Крушение                        | Sub Down                    | петти-офицер Холлидей                    |
| 1999      | ф   | Придурки на колесах             | Tyrone                      | Сэм Адамс                                |
| 2000      | тф  | Вверх, вверх под облака!        | Up, Up, and Away!           | Малкольм                                 |
| 2001      | ф   | Кафе «Донс Плам»                | Don’s Plum                  | Джереми                                  |
| 2001      | с   | —                               | First Years                 | Джо                                      |
| 2001      | тф  | Цирк Сэма                       | Sam’s Circus                | капрал Джон Разер                        |
| 2001      | кор | Барабанное соло                 | Drum Solo                   | н/д                                      |
| 2002      | ф   | Джон Кью                        | John Q                      | Стив Магуайр                             |
| 2002      | ф   | История Антуана Фишера          | Antwone Fisher              | Слим                                     |
| 2002      | ф   | —                               | Devious Beings              | Кейси                                    |
| 2004      | ф   | Дневник памяти                  | The Notebook                | Фин                                      |
| 2004—2011 | с   | Красавцы                        | Entourage                   | Эрик Мерфи                               |
| 2005      | кор | —                               | The Check Up                | Майк                                     |
| 2007      | мс  | Робоцып                         | Robot Chicken               | разные персонажи                         |
| 2009      | ф   | Обещать — не значит жениться    | He’s Just Not That Into You | Конор                                    |
| 2009      | ф   | Голая правда                    | The Ugly Truth              | Джим                                     |
| 2009      | кор | Вне границ                      | Beyond All Boundaries       | Дональд Сенборн / рядовой Реймонд Хауэлл |
| 2010      | ф   | Чемпион                         | Secretariat                 | Билл Нек                                 |
| 2010      | с   | В кубе                          | Cubed                       | в роли самого себя                       |
| 2012      | ф   | Отель «Нуар»                    | Hotel Noir                  | Вэнс                                     |
| 2014      | с   | У друзей жизнь лучше            | Friends with Better Lives   | Бобби Лутц                               |
| 2014      | ф   | Достань меня, если сможешь      | Reach Me                    | Роджер                                   |
| 2015      | с   | —                               | Barely Famous               | в роли самого себя                       |
| 2015      | ф   | Антураж                         | Entourage                   | Эрик Мерфи                               |
| 2015      | тф  | —                               | Fantasy Life                | Митч Берри                               |
| 2016      | с   | Подача                          | Pitch                       | Чарли Грэм                               |
| 2019      | с   | Клятва                          | The Oath                    | Джеймс Хоук                              |
| 2024      | ф   | Дурдом                          | Krazy House                 | Иисус Христос                            |